# Barragem de Bara
A Barragem de Bara é uma barragem de geração de energia hidroelétrica proposta para pequeno aterro, com núcleo de terra e capacidade baixa de 5,8 megawatts, localizada no rio Bara, na confluência do rio Mastura em Tirah Valley, Khyber Agency, TFAT, Paquistão.

## Principais usos
Com a construção da barragem proposta de Bara, as águas das cheias do rio Bara serão armazenadas. O armazenamento bruto do reservatório é de 105 milhões de metros cúbicos dos quais uma média de cerca de 110 milhões de metros cúbicos de água estarão disponíveis anualmente para o desenvolvimento da agricultura irrigada da área de comando de cerca de 17 mil hectares (42 mil acres). Este projeto produzirá 5,8 MW de potência com uma produção anual de energia de 36 terajoules.

## Outros benefícios
Deter o fluxo do rio Bara economizará a água da enchente para o desenvolvimento da agricultura irrigada, geração de energia e abastecimento de água para beber e outros usos domésticos. O projeto trará elevação geral das pessoas na área, criando oportunidades de emprego e negócios. Esses benefícios indiretos, como oportunidades de emprego e consequente aumento do padrão de vida das pessoas, no entanto, não podem ser quantificados em termos monetários. O recebimento direto do projeto estará disponível na forma de taxa de serviço de irrigação (Abiana) e recebimento do custo da venda de energia aos consumidores. O projeto aumentaria bastante o desenvolvimento da pesca na área e proporcionaria oportunidades de recreação e emprego aos residentes da área. O custo estimado do projeto será de 311 milhões de dólares. Dos quais 227 milhões de dólares para obras civis e 28 milhões de dólares para obras eletromecânicas são necessários.

## Recursos salientes
Tipo
Aterro de terra
Altura máxima
92 metros (302 pés)
Comprimento
450 metros (1,477 pés)
Capacidade bruta de armazenamento
85,363 acre·pé (105,294,000 metros cúbicos)
Capacidade instalada
5,8 MW
Área de comando
41,729 acres (16,887 ha)
Intensidade de corte
200%
Custo do projeto
14,2 bilhões de rúpias indianas